# Linea 5 (metropolitana di Città del Messico)

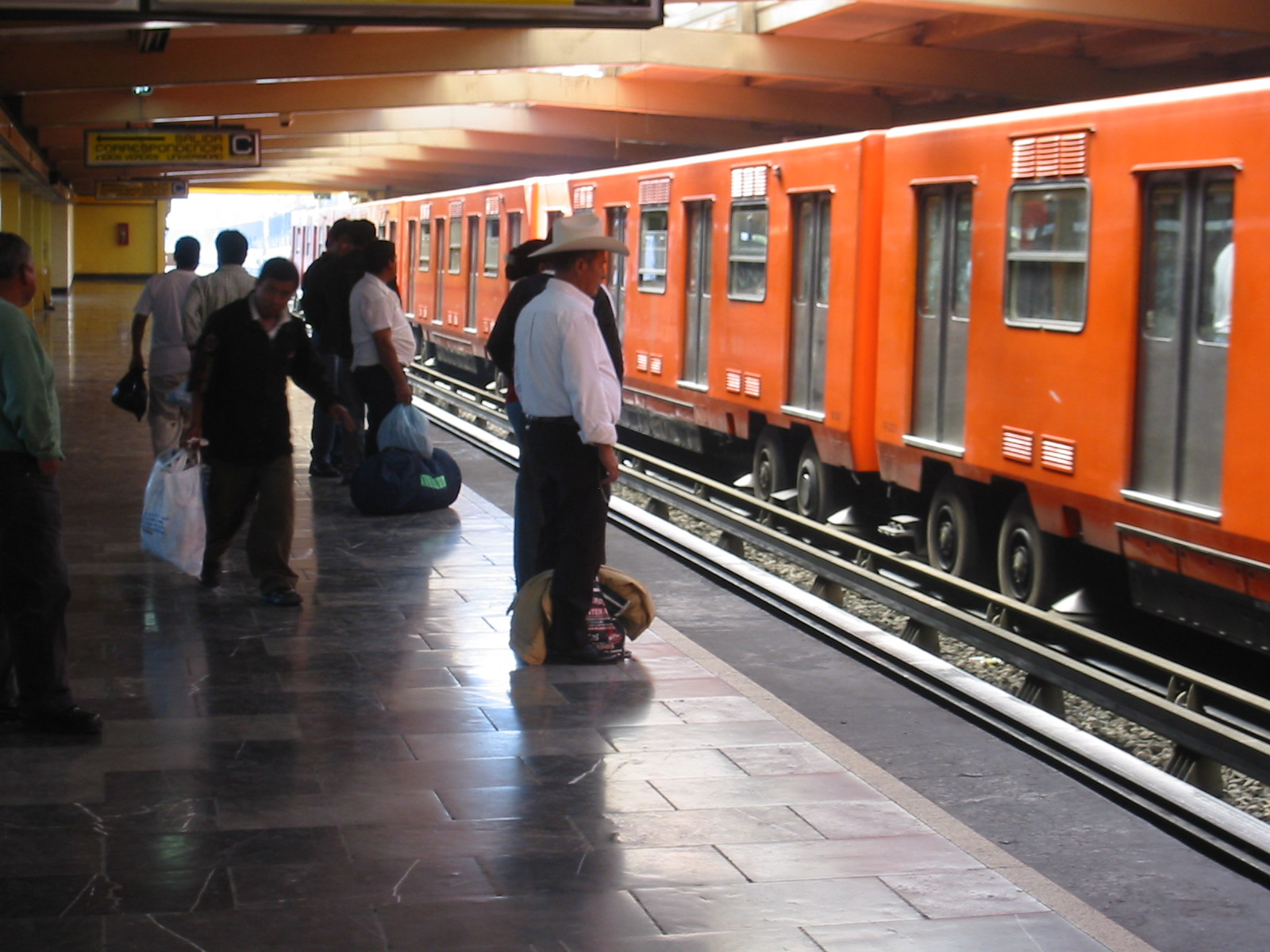
Interno della Stazione della Linea 5 La Raza

La linea 5 della Metropolitana di Città del Messico è caratterizzata dal colore giallo, la linea passeggeri ha una lunghezza di 14,435 km mentre la sua lunghezza totale arriva a 15,675 km.
In precedenza questa linea usava i treni NM-73 B successivamente NM-73 A, in seguito all'introduzione dei treni NM-02 nella linea 2, attualmente questa linea può contare su treni fatti in Canada del modello NC-82 costruiti da Bombardier.
Da Politécnico a La Raza le stazioni sono di superficie con tunnel di accesso; le stazioni Misterios e Valle Gómez sono sotterranee. Da Consulado a Oceanía sono di superficie con tunnel di accesso. Terminal Aérea e Hangares sono sotterranee mentre Pantitlán è di superficie.
La direzione predominante è da nord a est. È stata inaugurata il 19 dicembre 1981 da Pantitlán a Consulado, il 1º luglio 1982 da Consulado a La Raza e il 30 agosto 1982 da La Raza a Politécnico.
La linea sorge sotto i seguenti viali: Asse Centrale Lázaro Cárdenas, Av. 100 Metros, Paganini, Av. Rio Consulado, Blvr. Puerto Aereo, Fuerza Aérea Mexicana, Manuel Lebrija y Talleres Gráficos.

## Stazioni
| Stazione               | Apertura         | Delegazione                             | Interscambio | Tipo di stazione         |
| ---------------------- | ---------------- | --------------------------------------- | ------------ | ------------------------ |
| Pantitlán              | 19 dicembre 1981 | Venustiano Carranza                     |              | Di superficie, terminale |
| Hangares               | 19 dicembre 1981 | Venustiano Carranza                     | -            | Sotterranea, passante    |
| Terminal Aérea         | 19 dicembre 1981 | Venustiano Carranza                     | -            | Sotterranea, passante    |
| Oceanía                | 19 dicembre 1981 | Venustiano Carranza                     |              | Di superficie, passante  |
| Aragón                 | 19 dicembre 1981 | Gustavo A. Madero e Venustiano Carranza | -            | Di superficie, passante  |
| Eduardo Molina         | 19 dicembre 1981 | Gustavo A. Madero e Venustiano Carranza | -            | Di superficie, passante  |
| Consulado              | 19 dicembre 1981 | Gustavo A. Madero e Venustiano Carranza |              | Di superficie, passante  |
| Valle Gómez            | 1º luglio 1982   | Gustavo A. Madero e Venustiano Carranza | -            | Sotterranea, passante    |
| Misterios              | 1º luglio 1982   | Gustavo A. Madero e Cuauhtémoc          | -            | Sotterranea, passante    |
| La Raza                | 1º luglio 1982   | Gustavo A. Madero                       |              | Di superficie, passante  |
| Autobuses del Norte    | 30 agosto 1982   | Gustavo A. Madero                       | -            | Di superficie, passante  |
| Instituto del Petróleo | 30 agosto 1982   | Gustavo A. Madero                       |              | Di superficie, passante  |
| Politécnico            | 30 agosto 1982   | Gustavo A. Madero                       | -            | Di superficie, terminale |